# Desiré-Félicien-François-Joseph Mercier
Desiré-Félicien-François-Joseph Mercier, belgijski rimskokatoliški duhovnik, škof in kardinal, * 21. november 1851, Braine-l'Allend, † 23. januar 1926.

## Življenjepis
4. aprila 1874 je prejel duhovniško posvečenje.
7. februarja 1906 je bil imenovan za nadškofa Mechelena; 25. marca 1906 je prejel škofovsko posvečenje.
15. aprila 1907 je bil povzdignjen v kardinala in imenovan za kardinal-duhovnika S. Pietro in Vincoli.